# Al servicio de la mujer española
Al servicio de la mujer española és una pel·lícula de gènere dramàtic dirigida per Jaime de Armiñán i estrenada l'any 1978 en Eastmancolor i format panoràmic.

## Argument
La pel·lícula narra la vida quotidiana d'Irene Galdós, una locutora d'un consultori sentimental en una modesta ràdio local. Es mostra el seu desgast professional, que el seu detonant són les cartes d'una dona que signa com ‘Soledad', que arriba a sol·licitar una entrevista en el programa.

## Premis
34a edició de les Medalles del Cercle d'Escriptors Cinematogràfics
| Categoria     | Candidat      | Resultat   |
| ------------- | ------------- | ---------- |
| Millor actriu | Marilina Ross | Guanyadora |